# Khiphisa
Khiphisa är en gewog i Bhutan.   Den ligger i distriktet Dagana, i den sydvästra delen av landet, 60 kilometer sydost om huvudstaden Thimphu.
I omgivningarna runt Khiphisa växer i huvudsak blandskog. Runt Khiphisa är det ganska tätbefolkat, med 139 invånare per kvadratkilometer.